# Vianopolisia
Vianopolisia – rodzaj chrząszczy z rodziny kózkowatych i z podrodziny zgrzypikowych. 

## Zasięg występowania
Przedstawiciele tego rodzaju występują w płd. Brazylii oraz w Paragwaju.

## Systematyka
Do Vianopolisia zaliczane są 2 gatunki:
- Vianopolisia captiosa
- Vianopolisia spitzi